# Lychnographa agaura
Lychnographa agaura là một loài bướm đêm trong họ Geometridae.